# 吳元濟
吴元濟（783年—817年），中国唐朝沧州清池县（今河北省沧州市东南）人，唐朝後期藩鎮首領。

## 生平
吴元濟是唐淮西节度使吴少阳之子。元和九年（814年）吳少陽死，元濟秘不發喪，上表稱病，請以元濟為留後，朝廷不許。吳元濟因袭父官位未获批准，於是遣兵焚舞陽（今河南省舞陽西北）、葉縣（今河南省葉縣南），攻佔魯山（今屬河南省）、襄城（今屬河南省）、陽翟（今河南省禹州）。又割据蔡州，自領軍務。元濟與王承宗、李師道暗中勾結，朝廷發兵討伐，兩方相持數年。元和十二年（817年）宰相裴度自請赴前線督師。十月，唐鄧節度使李愬雪夜襲克蔡州，生擒剛睡醒的吳元濟，取得勝利。申、光二州諸鎮相繼投降，淮西遂平。是年十一月，吳元濟被斬於長安独柳下，妻沈氏没入掖庭，二弟、三子流放江陵后处决。